# Otto Zdansky
Otto A. Zdansky est paléontologue autrichien né en 1894 et mort en 1988.
Il est surtout connu pour son travail en Chine, où il avait, en tant qu'assistant de Johan Gunnar Andersson, découvert le premier fossile humain d'Asie continentale en 1921 dans le karst de Zhoukoudian, situé à 50 km au sud-ouest de Pékin. C'était une dent humaine qui n'a été publiée qu'en 1926, dans Nature, après que Davidson Black en ait donné une analyse et définissant pour la première fois le Sinanthropus pekinensis ou Homme de Pékin.
Il est également célèbre pour ses fouilles de mammifères fossiles dans la province du Shanxi .